# Entephria takuata
Entephria takuata là một loài bướm đêm trong họ Geometridae.